# Girls' Generation's Horror Movie Factory
Girls' Generation's Horror Movie Factory (Hangul: 소녀시대의 공포영화 제작소), geralmente abreviado como 'H.M.F', foi um show de variedades transmitido pela MBC, e estrelado pelas integrantes do girl group Girls' Generation. As integrantes (exceto Yoona, que não estava presente durante as filmagens devido a filmagem de seu drama Cinderella Man) passaram por várias aulas e testes de dramaturgia.

## Antecedentes
Após o cancelamento do show Dae-mang (Hangul: 대망), Horror Movie Factory foi introduzido como o novo programa do Sunday Sunday Night da MBC, ao lado de Quiz Prince (Hangul: 퀴즈프린스) no começo de maio de 2009. Uma conferência de imprensa foi realizada no MBC Dream Center em Ilsan, Gyeonggi, para anunciar o novo show. O programa gira em torno das integrantes do Girls' Generation passando por exercícios e jogos de dramaturgia, sob a instrução dos comediantes Kim Shin-Young, Jo Hye-Ryun e Yoo Saeyoon, que foram os MCs do show. Os três primeiros episódios se passam em uma escola assombrada, como teste para um filme de terror, enquanto os últimos três mostram as garotas recebendo instruções diretas do ator Lee Bumsoo. O programa estreou em 3 de maio de 2009.

## Audiência
Apesar da popularidade do Girls' Generation, o show foi incapaz de elevar os índices de audiência do Sunday Sunday Night, e foi cancelado depois de 6 episódios com uma audiência baixa. O episódio de estreia teve audiência de 3,3%. O show foi então substituído por um outro programa estrelado por Girls' Generation, intitulado Himnae-ra-him!/Cheer Up!